# Manne
Pour les articles ayant des titres homophones, voir Man, Mane, Manes, Mânes, Mahn et Manès.
Pour l’article homonyme, voir Panier à linge.

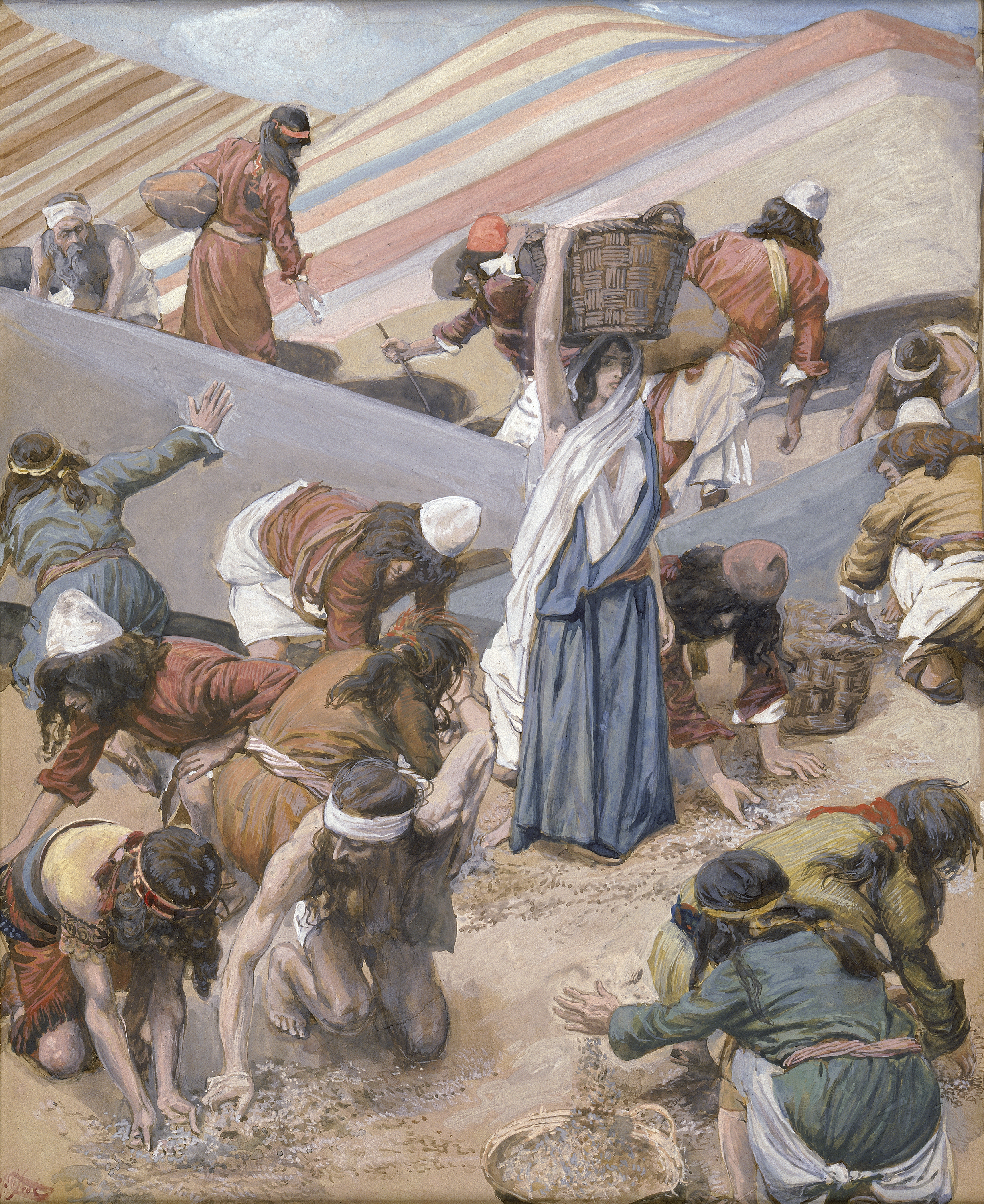
La récolte de la manne, James Tissot vers 1896-1902.

La manne (en hébreu מָן, man) est la nourriture des Hébreux dans le désert, d'après l'Ancien Testament (dans le Livre de l'Exode, ch. 16) et le Coran.
La manne est par ailleurs une exsudation sucrée provenant de plusieurs végétaux.

## Histoire biblique

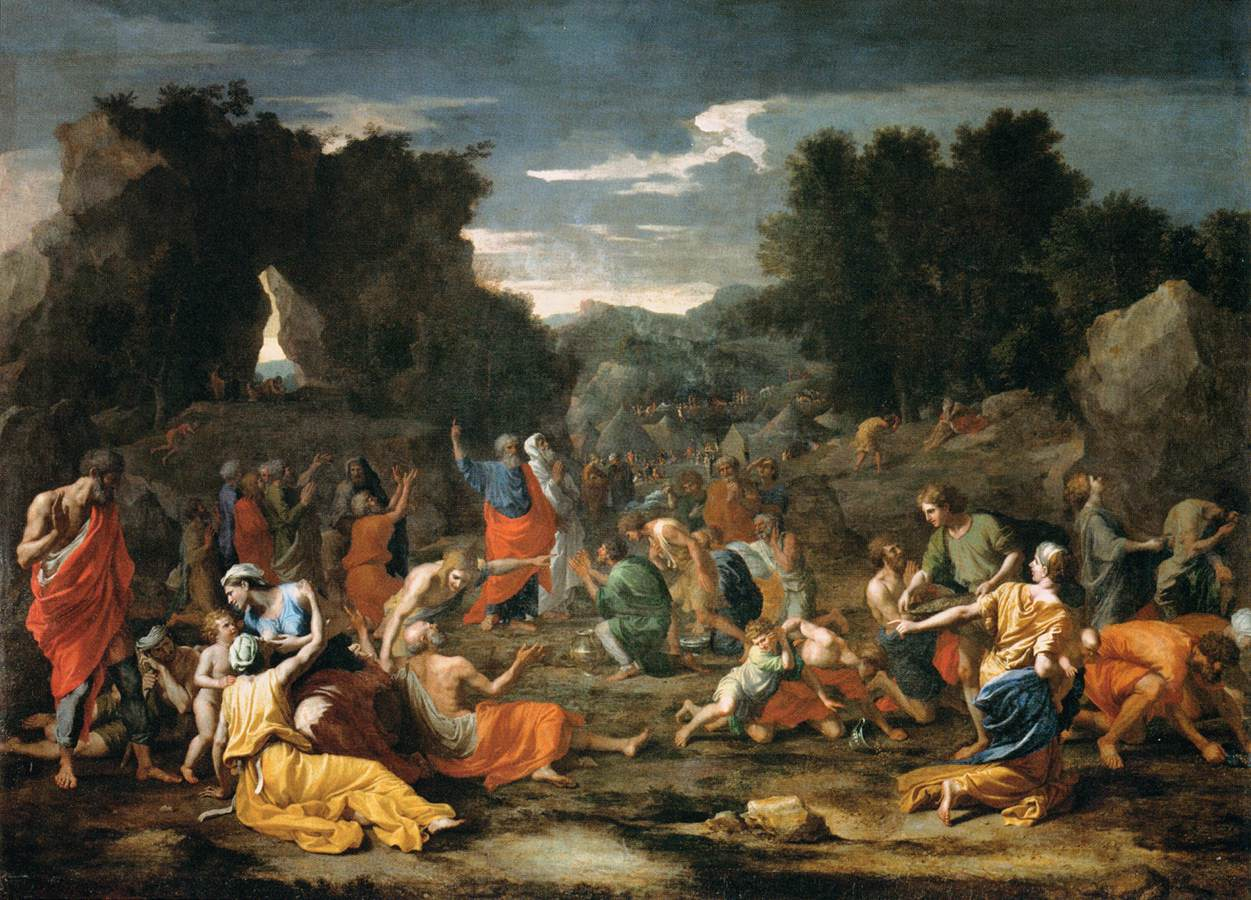
Nicolas Poussin, Les Israélites recueillant la manne dans le désert.

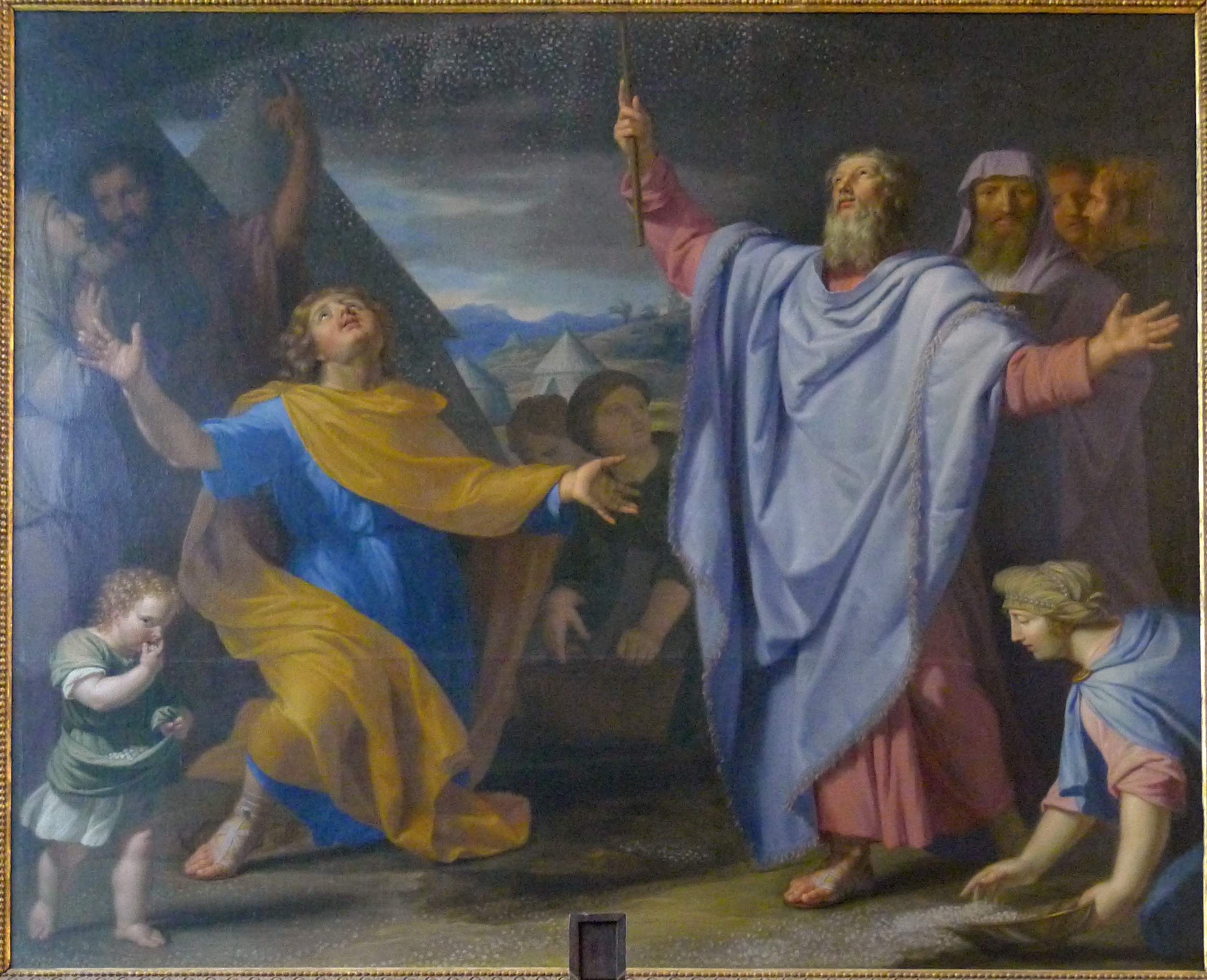
La manne dans le désert, peinture attribuée à l'entourage de Philippe de Champaigne ; ce tableau est situé dans la chapelle Saint-Charles de Borromée de l'église Saint-Étienne-du-Mont, Paris 5e.

Selon l'Exode : « Toute la communauté des Israélites se mit à murmurer contre Moïse et Aaron dans le désert ». Les Hébreux murmuraient contre Moïse parce qu'ils mouraient de faim. Le soir, il leur tomba des cailles du ciel ; le matin suivant, il se répandit un brouillard ou une rosée ; lorsqu'elle se fut évaporée, « apparut sur la surface du désert quelque chose de menu, de granuleux, de fin comme du givre sur le sol » (Ex 16,14). Moïse leur dit : « C’est le pain que l’Éternel vous donne pour nourriture ». Et plus loin : « la maison d'Israël donna à cette nourriture le nom de manne ».
La manne tombait du ciel tous les jours, excepté le jour du Chabbat ; la veille de ce jour il en tombait une quantité double. « Les enfants d’Israël mangèrent la manne pendant quarante ans, jusqu’à leur arrivée dans un pays habité ; ils mangèrent la manne jusqu’à leur arrivée aux frontières du pays de Canaan ».
L'épisode est repris dans le Coran dans la sourate Al - A'raf : « Nous fîmes descendre les nuages, pour vous servir d’ombrage : nous vous envoyâmes la manne et les cailles, et nous dîmes, Nourrissez-vous des biens que nous vous offrons ».

## Étymologie
La manne, en hébreu מָן, mân, est à rapprocher de l'exclamation de surprise des hébreux en Exode 16, 15 « Qu'est-ce que c'est ? », en hébreu מָן הוּא, mân hou',.

## Exsudation ou suintement de végétaux

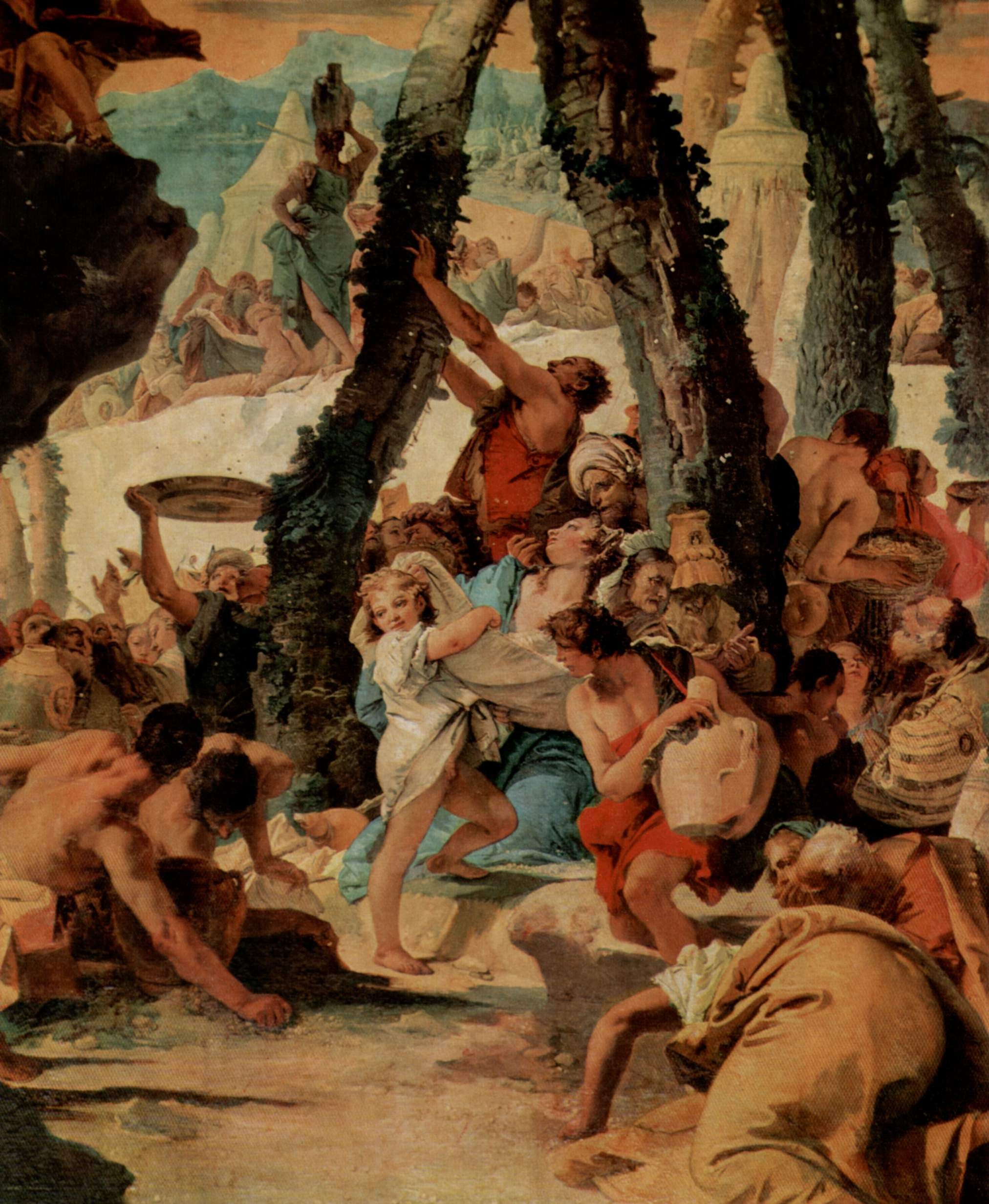
La récolte de la manne par Tiepolo.

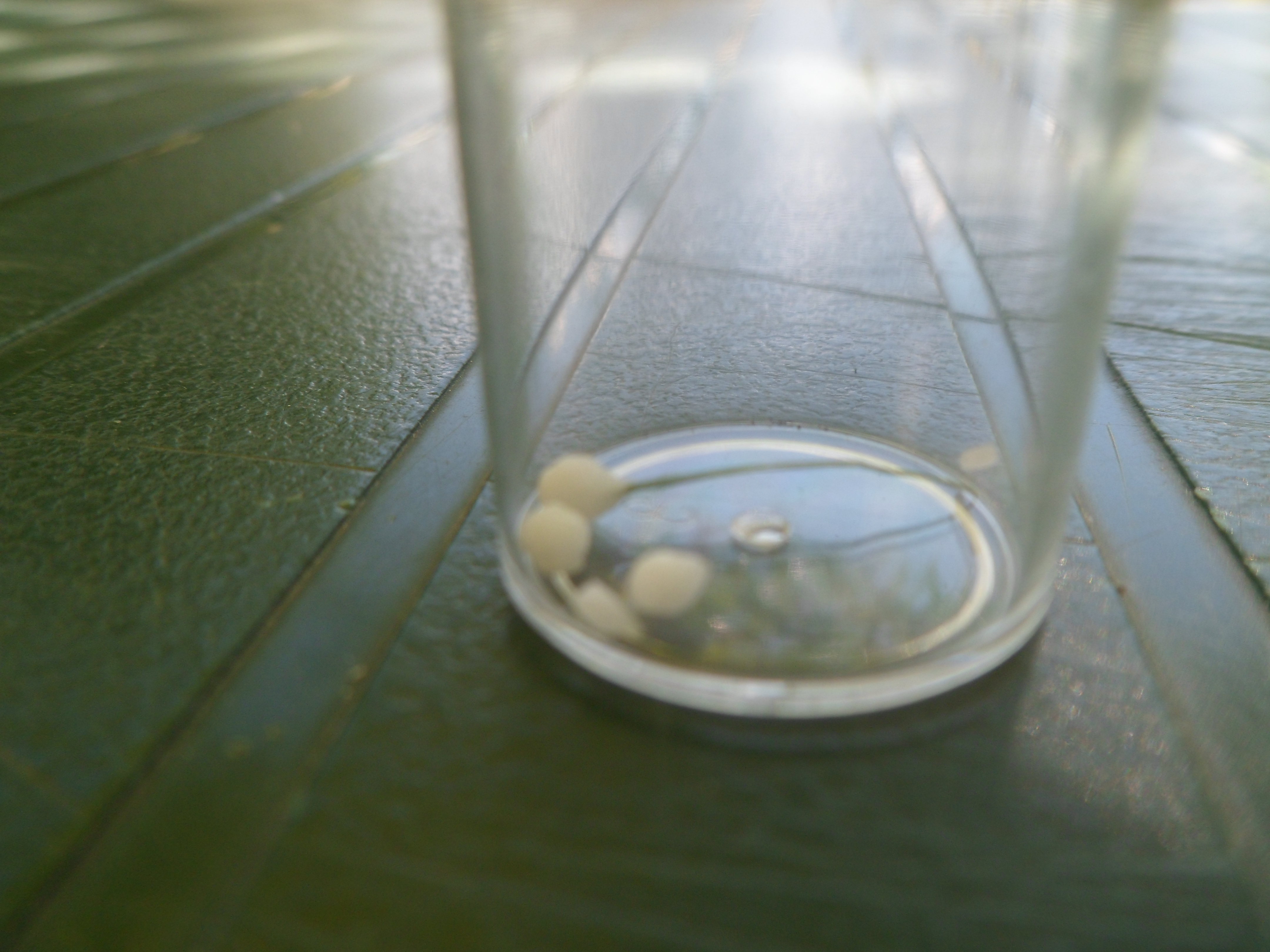
Récolte de la manne de Briançon par le Club de Recherches Particulières en août 2016.

La manne est par ailleurs une exsudation sucrée provenant de plusieurs végétaux :
- la manne de Briançon : provenant du mélèze fut redécouverte en août 2016 dans le Briançonnais[8], elle est le résultat d'un suintement de l'aiguille du mélèze d'Europe (Larix decidua) qui se produit dans des conditions climatiques extrêmes[9]. Elle est principalement formée de mélézitose ;
- la manne et le miel de manne Manov Med en Bulgarie : la manne est le nectar produit par des chênes pendant les périodes de chaleur humide l'été dans les forêts de parc naturel de Strandzha. Consommée par certains pucerons en symbiose avec les abeilles locales, les apiculteurs produisent l'unique miellat de chêne de Strandzha. Le Manov Med de Strandzha est reconnu comme produit AOC par la Commission européenne depuis avril 2019[10],[11] ;
- la manne du Liban : provenant du cèdre du Liban ;
- la manne du Caucase : provenant en Mésopotamie de différentes espèces de chêne ;
- la manne d'Australie : provenant de feuilles de divers eucalyptus, dont le principe sucré est le raffinose ;
- la manne des Hébreux ou du Sinaï : exsudat du tamarix (Tamarix mannifera)  par suite de la piqûre de la cochenille Trabutina mannipara. Cette manne serait, pour certains auteurs, la manne de la Bible ;
- la manne de Sicile : exsudat du frêne à manne, Fraxinus ornus[12], par suite de la piqûre du puceron Gossyparia ulmi ou incision de l'écorce. La manne de Sicile est encore de nos jours utilisée pour sucrer les pâtisseries et dans les cosmétiques. Elle est produite dans la région de Cefalu à Castelbuono après incision du tronc. Une sève élaborée est ensuite récoltée. Cette manne était connue des anciens apothicaires qui comme Nicolas Lémery la prescrivait au XVIIe siècle : « La manne purge doucement les humeurs bilieuses et séreuses, on s’en sert pour évacuer la pituite du cerveau » (Cours de chymie) .On distinguait autrefois trois qualités de manne de Sicile : la manne en larme la plus pure, la manne en sorte constituée de petites larmes agglutinées entre elles par un liquide collant, et la manne grasse qui était mêlée de débris végétaux et dont l'odeur était désagréable[13] ;

- la manne de bambou ou tabachir : utilisée dans les médecines traditionnelles indiennes et chinoises ;
- la manne de Perse : exsudat d'une fabaceae nommée Alhagi maurorum commune de la péninsule arabique[13].

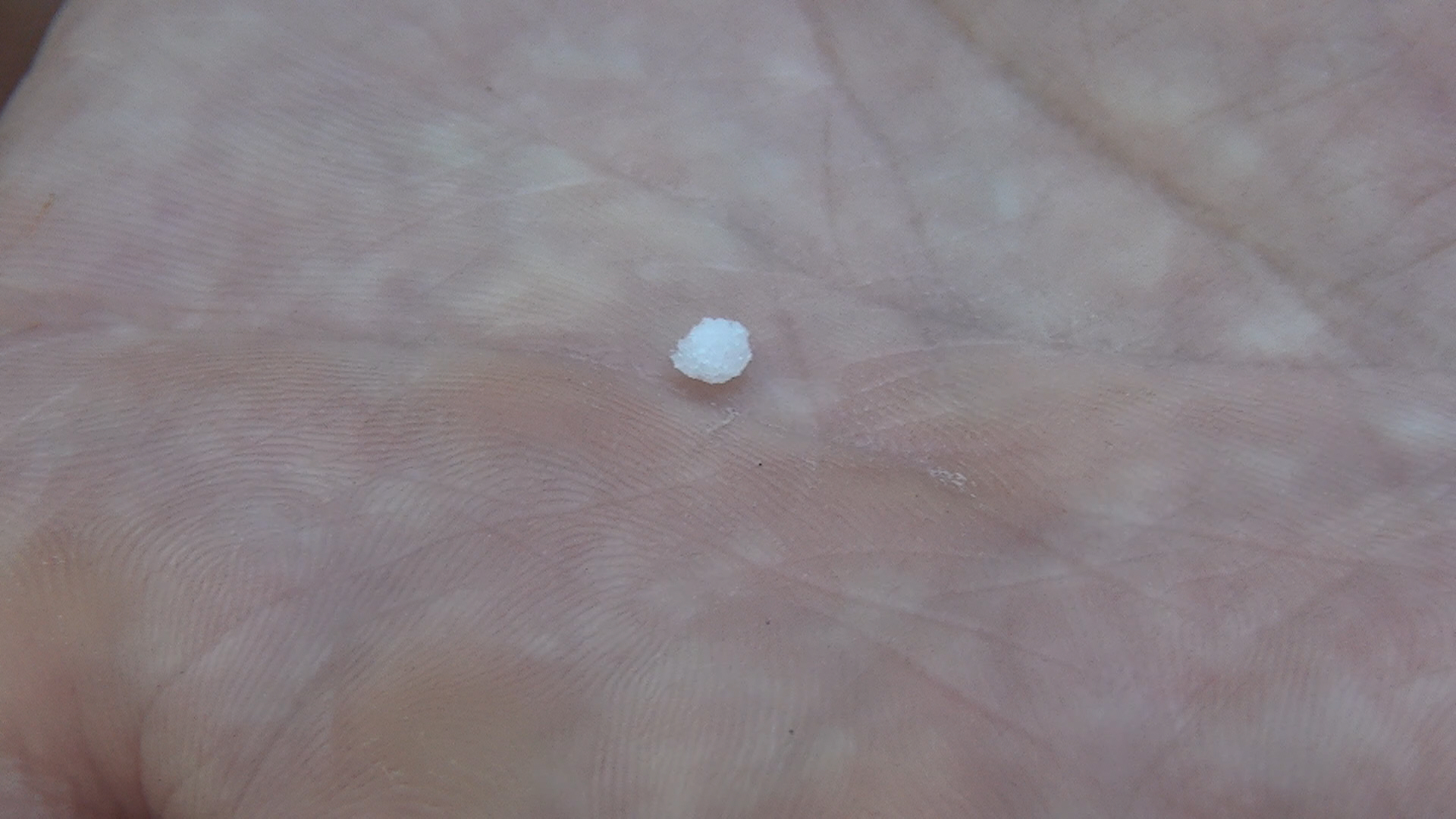
Grain de Manne solide du mélèze, par le Club de Recherches Particulières.

Le voyageur Israel Joseph Benjamin écrit dans Cinq années de voyage en Orient, 1846-1851 qu'à Kirkouk, en Irak, « la manne tombe en été avec la rosée, sous la forme de petits grains, durs au toucher, et d'un jaune blanchâtre. Dès l'aube du jour, les paysans vont la recueillir à la main, la placent dans des vases et l'exposent au soleil ; la chaleur la fait fondre, produit une pâte dure et unie comme du fromage ; on la mange alors avec du pain, et elle sert d'ordinaire au déjeûner ».